# Campagne de Chattanooga
Batailles
Réouverture de la rivière Tennessee 

Raid de Wheeler • Farmington • Brown's Ferry • Wauhatchie • Chattanooga

 Chattanooga-Ringgold

Raid de Wheeler • Farmington • Brown's Ferry • Wauhatchie •Lookout Mountain• Missionary Ridge • Ringgold Gap
La campagne de Chattanooga rassemble les opérations militaires et les combats qui se déroulèrent en octobre et novembre 1863, sur le théâtre occidental de la guerre de Sécession.
Après la défaite de l'armée du Cumberland, conduite par le major-général nordiste William Starke Rosecrans, à la Bataille de Chickamauga (septembre 1863), les Confédérés de l'armée du Tennessee emmenés par le général Braxton Bragg assiègent Rosecrans et ses hommes en occupant les hauteurs qui surplombent Chattanooga. Le major-général Ulysses S. Grant, ayant reçu le commandement des forces de l'Union dans l'ouest, des renforts commencent à arriver avec lui à Chattanooga depuis le Mississippi et le théâtre oriental.
Après avoir ouvert une ligne de ravitaillement (la « Cracker Line ») pour nourrir ses troupes affamées et leurs montures, Grant repousse une contre-attaque confédérée à Wauhatchie, les 28 et 29 octobre 1863.
Le 23 novembre, l'armée du Cumberland, commandée par le major-général George Henry Thomas, laissant derrière elle les fortifications qui entourent Chattanooga, s'avance pour s'emparer d'Orchard Knob, tandis que des éléments de l'armée nordiste du Tennessee commandée par le major-général William Tecumseh Sherman manœuvrent pour lancer une attaque surprise sur le flanc droit de Bragg à Missionary Ridge.
Le 24 novembre, des troupes venues du théâtre oriental et emmenées par le major-général Joseph Hooker battent les Confédérés lors de la Bataille de Lookout Mountain et lancent un mouvement sur le flanc gauche de Bragg à Rossville.
Le 25 novembre, l'assaut de Sherman sur le flanc droit de Bragg fait peu de progrès. Espérant détourner l'attention de ce dernier, Grant autorise l'armée de Thomas à s'avancer depuis le centre de sa ligne jusqu'au pied de Missionary Ridge. À la suite de d'une erreur de transmission et dans le feu de l'action, les hommes de Thomas continuent jusqu'au sommet, emportent la crête et mettent en déroute l'armée du Tennessee, qui bat en retraite jusqu'à Dalton (Géorgie), parvenant finalement à arrêter les Nordistes lancés à sa poursuite à la Bataille de Ringgold Gap.
La défaite de Bragg fait sauter le dernier point de contrôle confédéré au Tennessee et ouvre la porte à l'invasion du Sud profond, qui conduira à la campagne d'Atlanta menée par Sherman en 1864.

## Contexte

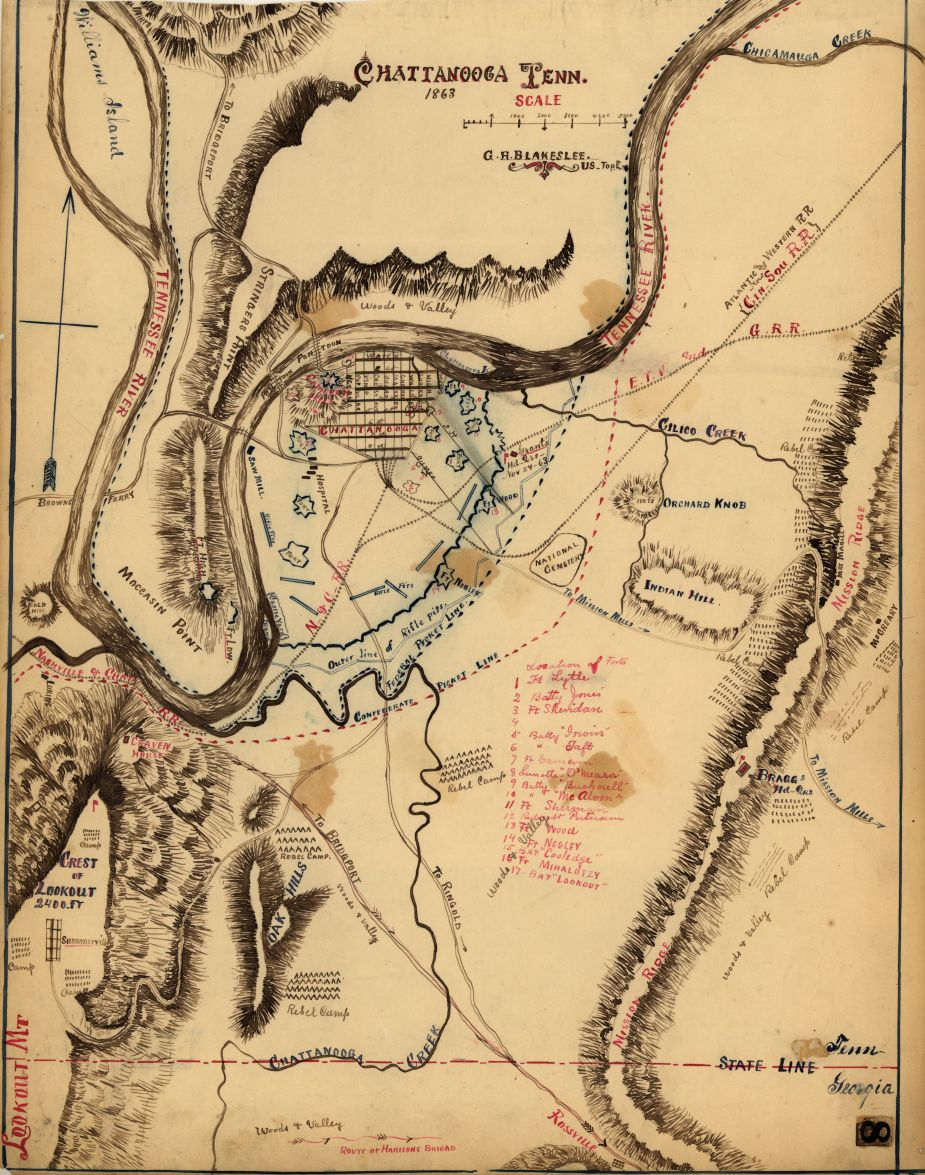
Carte schématique de Chattanooga réalisée pendant la campagne de 1863.

Située à l'extrême sud-est du Tennessee, à la frontière avec la Géorgie, la ville de Chattanooga est logée dans une plaine étroite orientée nord-est/sud-ouest, formée par un méandre du cours navigable du Tennessee. La ville, adossée à la rive sud du Tennessee, est surplombée au sud-ouest par un relief en proue de navire (Lookout Mountain), et bordée à l'est par un contrefort escarpé de plusieurs kilomètres de long (Missionary Ridge). C'était, à l'époque de la guerre de Sécession, un nœud ferroviaire vital, avec des lignes partant vers le nord en direction de Nashville et de Knoxville et une autre se dirigeant vers le sud en direction d'Atlanta. C'était aussi une cité industrielle d'importance, fournissant du charbon et de l'acier. En septembre 1863, l'armée nordiste du Cumberland commandée par le major-général William Starke Rosecrans avait forcé l'armée confédérée du Tennessee, commandée par le général Braxton Bragg, à quitter Chattanooga pour se retirer dans le nord de la Géorgie. Rosecrans avait poursuivi Bragg, et les deux armées s'étaient affrontées, les 19 et 20 septembre, à la Bataille de Chickamauga. Bragg y avait remporté une victoire majeure : profitant d'une brèche dans les rangs adverses, une colonne sudiste emmenée par le lieutenant-général James Longstreet s'y était engagée et avait mis en déroute l'armée nordiste. Cette dernière avait été sauvée de l'anéantissement grâce à la résistance acharnée du major-général George Henry Thomas (lui gagnant ainsi le surnom de Rock of Chickamauga), dont l'action d'arrière-garde à Snodgrass Hill avait permis au gros de l'armée de Rosecrans de se replier sur Chattanooga. Bragg n'avait pas coupé la retraite des Nordistes et ne s'était pas lancé à leur poursuite à temps pour les empêcher de se regrouper et de préparer la défense de la ville. Les forces de l'Union tirèrent parti des fortifications édifiées par leurs adversaires et établirent une forte position défensive sur un demi-cercle de 5 kilomètres autour de la ville,,,,,,.
Bragg avait trois possibilités : déborder Rosecrans en franchissant le Tennessee en aval ou en amont de la ville, attaquer frontalement les fortifications des troupes de l'Union, ou affamer les Fédéraux en organisant un siège. L'attaque de flanc semblait impraticable : Bragg manquait de munitions, il n'avait pas de ponts flottants pour franchir la rivière et le corps d'armée de Longstreet, venu de Virginie, était arrivé à Chickamauga sans son train de ravitaillement. L'assaut frontal pouvait être très coûteux face à des positions retranchées. Ayant été informé que les hommes de Rosecrans ne disposaient que de six jours de rations, Bragg choisit l'option du siège, tout en essayant de réunir la logistique nécessaire à une traversée du Tennessee,.

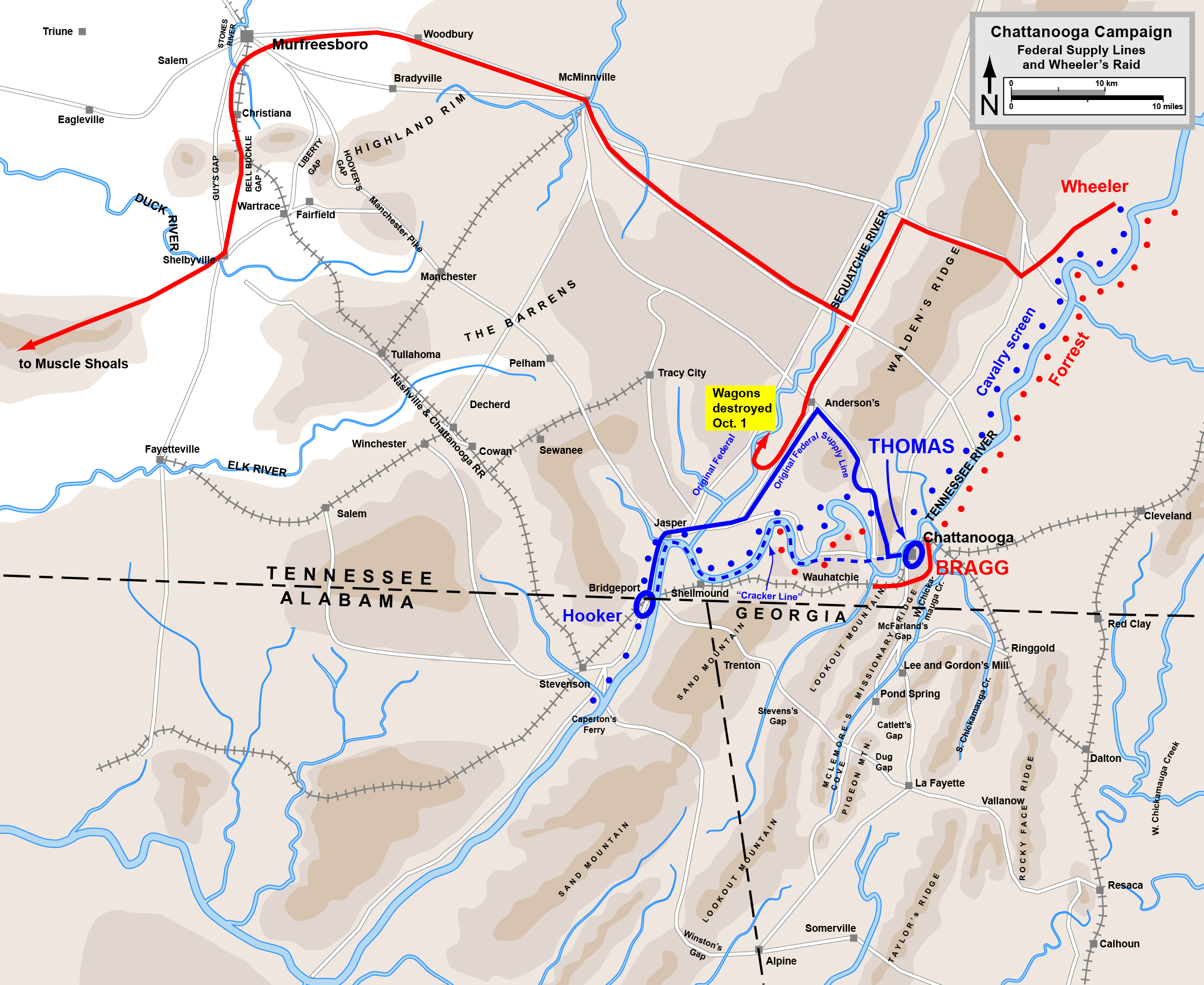
Lignes de ravitaillement des Fédéraux et raid de Wheeler (octobre 1863).
Confédérés
Union

Bragg assiégea la ville, décidé à affamer les forces de l'Union jusqu'à ce qu'elles se rendent. Les Confédérés s'établirent sur une crête appelée Missionary Ridge et sur Lookout Mountain, qui surplombaient idéalement Chattanooga, la boucle du Tennessee qui longeait la ville, ainsi que les lignes de ravitaillement des Fédéraux. Bragg était d'autant moins disposé à monter une offensive qu'il était occupé à résoudre des problèmes de commandement dans son armée. Le 29 septembre, il avait relevé de leurs fonctions deux subordonnés qui l'avaient déçu à Chickamauga : le major-général Thomas C. Hindman (qui n'avait pas su écraser les corps de l'Union à McLemore's Cove) et le lieutenant-général Leonidas Polk (qui avait tardé, le 20 septembre, à Chickamauga). Le 4 octobre, douze de ses généraux les plus titrés envoyèrent une pétition à Jefferson Davis, le président confédéré, exigeant que Bragg soit démis. Davis fit le voyage de Chattanooga pour entendre personnellement les plaignants, et trancha finalement en faveur de Bragg, qui se vengea immédiatement en limogeant le lieutenant-général Daniel Harvey Hill et le major-général Simon B. Buckner,,,,,.
« 
Jamais, dans l'histoire de l'armée du Cumberland, le moral des officiers et des hommes n'avait été aussi bas. Non seulement la bataille de Chickamauga avait été livrée et perdue, mais nous avions perdu bien plus qu'une bataille. Nous avions perdu confiance en notre commandant.

— Capt. George Lewis, 124th Ohio.
 »
Enfermé dans Chattanooga, Rosecrans, encore sous le choc de la défaite, était hors d'état de prendre les décisions qui auraient permis de lever le siège. Le président Abraham Lincoln nota qu'il paraissait « confus et étourdi comme un canard qui aurait reçu un coup sur la tête »,,. Les soldats de l'Union commençaient à souffrir de la faim et les chevaux et les mules à mourir en masse. La seule ligne de ravitaillement encore ouverte était un sentier tortueux venant de Bridgeport, Alabama, à près de 90 kilomètres l'ouest, par les montagnes de Walden's Ridge. Fin septembre, de fortes pluies provoquèrent de graves éboulements sur les routes de montagne. Le 1er octobre, la cavalerie confédérée du major-général Joseph Wheeler lança un raid contre les lignes de ravitaillement de Rosecrans au Tennessee et intercepta un convoi de ravitaillement de 800 chariots, en incendia une grande partie et fit abattre des centaines de mules. Vers la fin du mois d'octobre, les rations des Fédéraux étaient tombées à « quatre gâteaux de pain dur et un quart de livre de porc » tous les trois jours,,,,.
Le haut commandement nordiste entreprit immédiatement de venir au secours des assiégés. Quelques heures après la défaite de Chickamauga, le secrétaire à la Guerre Edwin M. Stanton dépêcha le major-général Joseph Hooker à Chattanooga avec 15 000 hommes, détachés en deux corps de l'armée du Potomac, stationnée en Virginie. On ordonna au major-général Ulysses S. Grant d'envoyer 20 000 de ses hommes basés à Vicksburg (Mississippi), sous le commandement de son principal subordonné, le major-général William Tecumseh Sherman. Le 29 septembre, Stanton ordonna à Grant de se rendre en personne à Chattanooga,, comme commandant de la nouvelle Division militaire du Mississippi, qui regroupait sous le même commandement, pour la première fois, tous les territoires allant des Appalaches au Mississippi (et la plus grande partie de l'Arkansas). Grant se vit offrir le choix de remplacer un Rosecrans abattu par Thomas. Malgré les mauvaises relations qu'il entretenait avec les deux généraux, il choisit Thomas pour commander l'armée du Cumberland. Sur la foi d'un rapport erroné qui indiquait que Rosecrans se préparait à abandonner Chattanooga, Grant télégraphia à Thomas : « Tenez Chattanooga à tout prix. J'arrive aussi vite que possible ». Le « Roc de Chickamauga » répondit immédiatement : « Nous tiendrons la ville jusqu'à ce que nous mourrions de faim ». Grant, empruntant les sentiers de montagne utilisés pour le ravitaillement, arriva à Chattanooga le 23 octobre,,,,,,,,.

## Forces en présence
La Division militaire du Mississippi de Grant regroupait, à Chattanooga, les forces suivantes :
- L'Armée du Tennessee (Union), commandée par le major-général William T. Sherman, et composée du XVe corps sous le major-général Francis Preston Blair, Jr., et de la 2e division du XVIIe corps sous le brigadier-général John E. Smith ;
- L'Armée du Cumberland, commandée par le major-général George Henry Thomas, et composée du IVe corps sous le major-général Gordon Granger, et du XIVe corps sous le major-général John M. Palmer ;
- Les unités commandées par le major-général Joseph Hooker et composées du XIe corps sous le major-général Oliver Otis Howard et la 2e Division du XIIe corps sous le brigadier-général John White Geary (pendant la bataille de Lookout Mountain, Hooker commandait également des divisions détachées des IVe et XVe corps).

L'Armée du Tennessee (Confédérée) de Bragg disposait, à Chattanooga, des forces suivantes :
- Le corps d'armée de Longstreet, commandé par le lieutenant-général James Longstreet et composé des divisions du major-général Lafayette McLaws et du brigadier-général Micah Jenkins (en remplacement de John Bell Hood, blessé à Chickamauga). Le corps de Longstreet fut dépêché à Knoxville le 5 novembre ;
- Le corps d'armée de Hardee, commandé par le lieutenant-général William Joseph Hardee et composé des divisions du brigadier-général John K. Jackson (division Cheatham), du brigadier-général J. Patton Anderson (division Hindman), du brigadier-général States Rights Gist (division Walker), et du major-général Simon B. Buckner (dépêché le 22 novembre sur Knoxville) ;
- Le corps d'armée de Breckinridge, commandé par le major-général John Cabell Breckinridge et composé des divisions des majors-généraux Patrick Cleburne, Alexander P. Stewart, Carter L. Stevenson, et du brigadier-général William B. Bate (division Breckinridge).

Le 5 novembre, Bragg affaiblit sérieusement ses forces en dépêchant le corps d'armée de Longstreet pour affronter le major-général Ambrose Burnside à proximité de Knoxville. Le 22 novembre Bragg récidiva en dépêchant à Knoxville la division commandée par le major-général Simon B. Buckner en renfort à Longstreet,.

## Ouverture de la «Cracker Line»

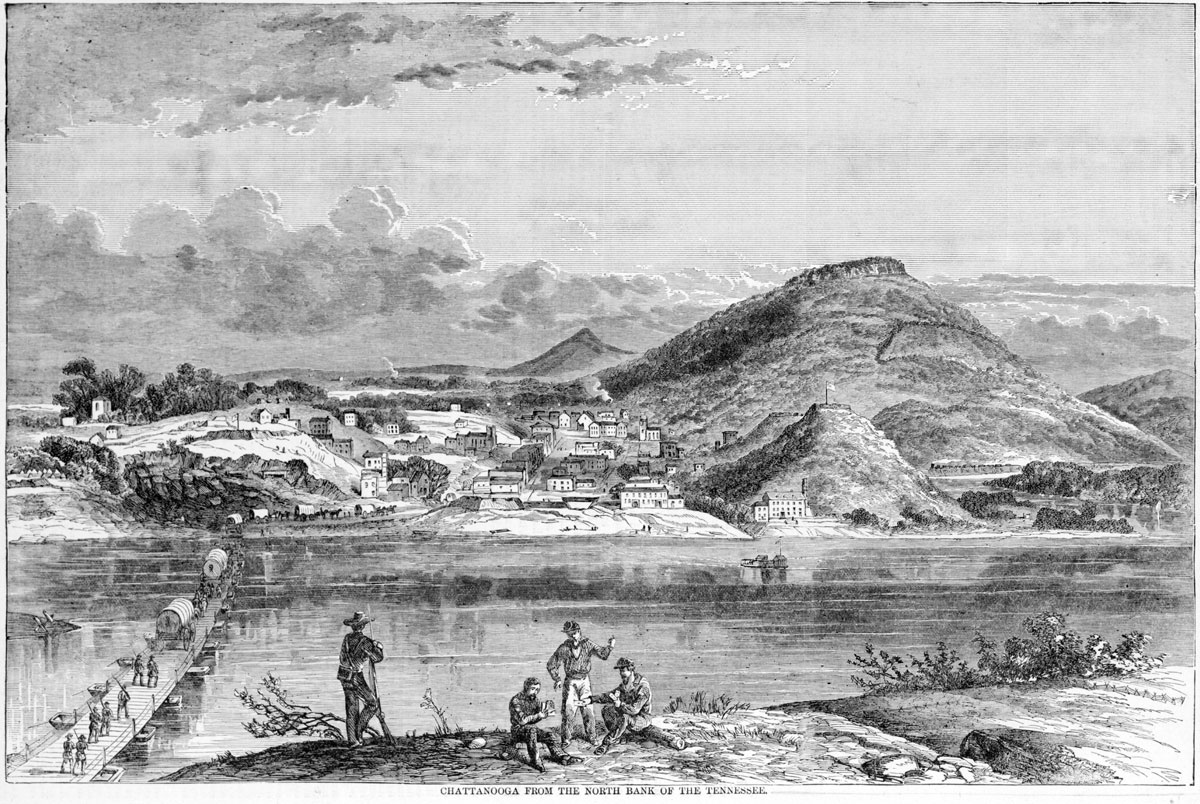
Vue de Chattanooga depuis la rive nord du Tennessee (1863). On voit, sur la gauche, le pont flottant installé par l'Union et Lookout Mountain à l'arrière-plan. La petite colline devant Lookout Mountain est Cameron Hill, qui a été arasée pendant le développement de la ville au XX.

Le brigadier-général William F. Baldy Smith, ingénieur en chef de l'armée du Cumberland, avait conçu un plan qui permettrait à Rosecrans d'ouvrir une voie de ravitaillement plus fiable pour les troupes enfermées à Chattanooga. Il en informa Grant dès son arrivée sur place et le nouveau commandant adopta son plan avec enthousiasme. Brown's Ferry traversait le cours du Tennessee depuis Moccasin Point, où la route suivait une percée dans les collines, tournait vers le sud à travers Lookout Valley jusqu'à Wauhatchie Station, puis vers l'ouest jusqu'à Kelley's Ferry, un endroit navigable du Tennessee que les bateaux de ravitaillement de l'Union pouvaient atteindre. Si les hommes de l'armée du Cumberland parvenaient à s'emparer de Brown's Ferry et opérer leur jonction avec les troupes de Hooker en provenance de Bridgeport (Alabama), via la Lookout Valley, une voie de ravitaillement à la fois efficace et sûre pourrait être ouverte : elle serait bientôt connue sous le nom de « Cracker Line ». Une présence militaire à Brown's Ferry menacerait en outre le flanc droit de n'importe quel effectif confédéré qui s'aventurerait à pénétrer dans la vallée,,,,,,.
Hooker laissa le major-général Henry Warner Slocum pour protéger, avec une division du XIIe corps, la ligne de chemin de fer de Murfreesboro à Bridgeport. L'autre division de Slocum, commandée par le brigadier-général John White Geary, ainsi que la totalité du XIe corps du major-général Oliver O. Howard reçurent l'ordre de faire mouvement au plus vite sur Lookout Valley. Les conditions météorologiques retardèrent le mouvement, et Grant décida de lancer l'opération sur Brown's Ferry avant même que Hooker ne soit arrivé. Concernant Brown's Ferry, le plan de Smith prévoyait d'envoyer une brigade (celle de William Babcock Hazen) descendre discrètement la rivière pendant la nuit pour s'emparer des passes et des collines situées sur la rive ouest du Tennessee, tandis qu'une seconde brigade (celle de John B. Turchin) viendait en renfort en traversant Moccasin Point,,.
Braxton Bragg ne connaissait rien des plans de son adversaire, mais il savait que Hooker se préparait à traverser la rivière à Bridgeport, et il avait donc des appréhensions concernant son flanc gauche. Il ordonna à Longstreet de déplacer des unités vers Lookout Valley mais, sans qu'il le sache, cet ordre fut ignoré. La négligence de Longstreet favorisa en outre une confusion qui eut pour effet de laisser seulement deux régiments à proximité de Brown's Ferry,,,.
Aux petites heures du 27 octobre, profitant du brouillard et d'une nuit sans lune, les hommes d'Hazen dérivèrent sans être repérés sous les positions tenues par les Confédérés sur Lookout Mountain. À 4h40, ils s'étaient emparés de la zone surplombant Brown's Ferry. Ils repoussèrent une contre-attaque du 15th Alabama Infantry, commandé par le colonel William C. Oates qui fut blessé dans l'action. À la tête d'une des brigades d'Oates, le brigadier-général Evander M. Law, se plaça en travers de la route menant à Lookout Mountain et informa Longstreet du succès de l'Union. Celui-ci minimisa l'importance de son rapport. Estimant que l'attaque de l'Union n'était qu'une feinte, il ne pensa pas utile de transmettre l'information à Bragg. Quand Bragg en fut finalement informé, il ordonna à Longstreet de reprendre immédiatement le terrain perdu, mais ce dernier n'en fit rien et les Fédéraux purent passer le reste de la journée à consolider leur tête de pont sans autre interférence des Confédérés,,,,,,.
La colonne de Hooker traversa Lookout Valley et rejoignit Hazen et Turchin à Brown's Ferry le 28 octobre, à 3h45. L'état-major de Thomas commença les préparatifs pour convoyer le ravitaillement, via la « Cracker Line », et il télégraphia au général en chef Henry Wager Halleck qu'il s'attendait à « être assez bien ravitaillé dans quelques jours,,,,,.

## Wauhatchie
Ayant ignoré plusieurs ordres que lui avait directement transmis Bragg d'attaquer Brown's Ferry, Longstreet avait finalement reçu de son supérieur l'ordre d'attaquer la concentration de troupes rassemblée par Hooker à Wauhatchie. Mais il négligea d'organiser une défense digne de ce nom, et se contenta de recommander à ses hommes de trouver un endroit à couvert pour leur bivouac. Il détacha la division du brigadier-général John White Geary sur Wauhatchie Station, un arrêt sur la ligne de chemin de fer Nashville, Chattanooga and St. Louis Railway, pour protéger la ligne de communication allant vers le sud ainsi que la route allant vers l'ouest sur Kelley's Ferry,,,,.
Longstreet ordonna une attaque de nuit, un événement assez rare durant la guerre de Sécession, mobilisant uniquement la brigade commandée par Evander M. Law et la division de Micah Jenkins basée sur Lookout Mountain, soit beaucoup moins que ce que Bragg avait autorisé. L'assaut était prévu à 22 heures, le 28 octobre, mais la confusion qui régnait le retarda jusqu'à minuit. Geary et ses hommes s'attendaient à une attaque et ils avaient placé des sentinelles, mais la soudaineté de l'assaut les prit quand même par surprise. Encerclés au nord par la brigade du colonel John Bratton, les soldats de l'Union formèrent une ligne de défense en forme de V, façant le nord et l'est. Le fils de Geary, Edward, alors lieutenant d'artillerie, fut mortellement blessé dans l'affrontement, et mourut dans les bras de son père,,,,.
Entendant le bruit de la bataille depuis Brown's Ferry où il se trouvait, Hooker envoya le major-général Oliver Otis Howard en renfort avec deux divisions du XIe corps. Mais en raison d'ordres de marche confus, le mouvement se fit avec du retard. Hooker déploya par mégarde des unités provenant des deux divisions du XIe corps contre les brigades de Law et du brigadier-général Henry L. Benning, ne conservant personne pour venir au secours de Geary. L'effectif de Law (2 000 hommes) était très inférieur à celui de Hooker, mais la position qu'il tenait en haut de la colline était naturellement forte et plusieurs assauts de l'Union furent repoussés,,.
Law, sur la foi d'un rapport erroné faisant état du repli de Bratton, décida de se retirer. Au moment où ses hommes quittaient leurs retranchements, la brigade du colonel Orland Smith (division du brigadier-général Adolph von Steinwehr) les balaya, capturant les trainards et dispersant un régiment qui n'avait pas encore reçu l'ordre de repli. Pendant ce temps, Hooker acceptait de laisser Howard avancer sur Wauhatchie avec sa cavalerie. Les hommes de Geary continuèrent à tenir bon, malgré leur manque de munitions. Alors que Bratton voyait la victoire à portée de main, il reçut une note de Jenkins lui ordonnant de se replier car des renforts de l'Union étaient en chemin et arrivaient dans son dos. Il se retira donc de Lookout Mountain, couvert par la brigade de Benning,,.
Les deux côtés avaient mal préparé la bataille. Côté Nordiste, les négligences de Hooker dans le placement de ses hommes les avaient mis en danger. Grant était dégouté par sa prestation et envisagea un moment de le suspendre. Chez les Sudistes, Longstreet avait lancé un assaut majeur sans avoir l'effectif suffisant et Bragg était lui aussi accablé par les choix de son subordonné. Judith L. Hallock, biographe de Bragg, écrivit que Wauhatchie était, selon Longstreet, une « attaque mal conçue, mal planifiée et mal coordonnée » qui avait produit « la pagaille »,,,,.

## Départ de Longstreet
« Bragg avait commis la plus grosse erreur de sa carrière bigarrée. Fidèle à lui-même, il avait laissé la place à la rancœur au détriment de la raison. Sans plan cohérent ni même le désir de coordonner étroitement ses forces, il avait scindé son armée face à un ennemi devenu supérieur en nombre, qui attendait en outre de nouveaux renforts.

—Peter Cozzens, The Shipwreck of Their Hopes
 »
L'ouverture de la Cracker Line changeait totalement la situation. Bragg savait que le siège était brisé. Il considéra ses options (se retirer ; attaquer les fortifications de l'Union à Chattanooga ; attendre une attaque de Grant ; chercher à déborder son flanc droit ; tenter de déborder son flanc gauche) et réalisa que la dernière option était la seule qui offrait des perspectives. Elle lui permettait de rétablir un lien ferroviaire dont il avait cruellement besoin (vers la Virginie, via Knoxville) et d'opérer une jonction avec les 10 000 hommes qui opéraient dans le sud-ouest de la Virginie sous le commandement du major-général Samuel Jones. Un des obstacles au succès de l'opération était le major-général Ambrose Burnside qui, avec son armée de l'Ohio, occupait alors Knoxville et tenait la ligne de chemin de fer. Le 17 octobre, Bragg avait demandé à la division du major-général Carter L. Stevenson et à deux brigades de cavalerie de prolonger son flanc droit jusqu'à Knoxville. Le 22, Bragg ajouta à son dispositif la division du brigadier-général John K. Jackson le portant à environ 11 000 hommes. Il envisagea également d'envoyer John C. Breckinridge, commandant le corps d'armée de Stevenson. Début novembre, Bragg dépêcha des renforts et modifia ses ordres : il ne s'agissait plus de prolonger le flanc droit, mais de chasser Burnside de Knoxville et de rétablir les communications avec la Virginie.
La tournure des événements en Virginie obligèrent cependant Bragg à changer à nouveau ses plans. Le 3 novembre, répondant à une suggestion de Jefferson Davis, il annonça qu'il envoyait Longstreet et ses deux divisions au Tennessee oriental pour affronter Burnside et remplacer le contingent Stevenson/Jackson. Davis lui avait soufflé le nom de Longstreet pour mener à bien cette mission car il souhaitait que ses divisions rejoignent l'armée de Virginie du Nord à la fin de la campagne et l'objectif de Knoxville les mettait sur la route du retour vers la Virginie. Face à un ennemi dont l'effectif s'accroissait rapidement, Bragg choisit de scinder son armée et d'en amputer la capacité défensive d'environ 4 000 hommes afin de faciliter la manœuvre sur Knoxville,,,,,.

## Préparatifs de bataille
Après Wauhatchie, Grant disposait de deux semaines avant l'arrivée de Sherman. Il chargea Thomas et Smith de planifier l'assaut contre Bragg, en commençant par une attaque de Sherman sur le flanc droit des Confédérés, précisant qu'il n'approuverait aucun plan tant que Sherman n'en aurait pas pris connaissance. Après avoir effectué de nombreuses reconnaissances, les deux généraux présentèrent leur projet le 14 novembre. Les troupes nouvellement arrivées avec Sherman utiliseraient des routes récemment consolidées pour passer les collines au nord de Chattanooga, empruntant un itinéraire invisible depuis Lookout Mountain, dans l'espoir que Bragg ne comprendrait pas si Sherman visait Chattanooga ou Knoxville. Smith rassemblerait tous les bateaux et les pontons disponibles pour permettre aux hommes de Sherman de franchir le Tennessee à proximité de l'embouchure de South Chickamauga Creek et d'attaquer l'aile droite de Bragg à Missionary Ridge. Si l'attaque réussissait, l'Union contrôlerait les deux principales lignes de chemin de fer qui ravitaillaient l'armée de Bragg, ce qui le forcerait à se replier. Au même moment, l'armée de Thomas mobiliserait le centre de la ligne confédérée à Missionary Ridge. Le plan prévoyait également que Hooker donne l'assaut et s'empare de Lookout Mountain, sur l'aile gauche de Bragg et qu'il pousse sur Rossville, où il se positionnerait pour couper une possible retraite confédérée vers le sud,,,.
Sherman arriva, en avance sur ses troupes, dans la soirée du 14 novembre. Il observa attentivement la portion de Missionary Ridge qu'il était censé attaquer et indiqua qu'il pourrait s'en emparer avant 9 heures du matin, au jour dit. Grant approuva alors le plan présenté par Thomas et Smith, tout en réduisant l'effectif confié à Hooker pour attaquer Lookout Mountain, préférant donner le gros de l'attaque à Sherman. Les troupes de ce dernier était encore loin de Chattanooga, car, tandis qu'elles parcouraient les 530 km depuis Vicksburg, elles avaient reçu de Halleck l'ordre de réparer la ligne de chemin de fer (l'ordre fut annulé par Grant). D'autre part, Sherman avait ignoré les conseils de Thomas qui lui avait suggéré de procéder comme Hooker et d'avancer rapidement ses troupes sans les encombrer de leurs trains d'équipage. Grant avait planifié le début des opérations pour le 21 novembre, mais à cette date, une seule des brigades de Sherman avait passé Brown's Ferry et l'attaque dut être reportée. Grant était pressé par Washington de réagir à l'avancée de Longstreet contre Burnside à Knoxville,,,,,,,.
Bragg, qui avait détaché la plus grande partie de sa cavalerie, disposait de peu de moyens pour recueillir des informations. Il pensa que le corps d'armée conduit par Sherman se dirigeait vers l'extrémité de son flanc droit et vers Knoxville, et non pas sur Chattanooga. Il imagina donc que l'assaut principal de l'Union se porterait sur sa gauche et Lookout Mountain. Le 12 novembre, Bragg confia à Carter Stevenson la défense de l'ensemble de la montagne, avec la division de Stevenson placée à son sommet. Les brigades commandées par les brigadiers-généraux John K. Jackson, Edward C. Walthall, et John C. Moore furent placées sur un replat étroit situé à mi-hauteur et bordant l'extrémité nord de la montagne. Jackson décrivit plus tard le mécontentement des officiers assignés à cette position : « tout le monde s'accordait sur le fait que la position était extrêmement difficile à défendre contre un ennemi qui avancerait sous le couvert d'un feu nourri ». Thomas L. Connelly, historien de l'armée du Tennessee, estime qu'en dépit de l'apparence imposante de Lookout Mountain, « la solidité de cette position était un mythe. […] Il était impossible de tenir [le replat qui] était sous le feu de l'artillerie nordiste postée à Moccasin Bend ». Les canons de la batterie d'artillerie que Stevenson avait fait placer sur la crête ne pouvaient être inclinés suffisamment pour atteindre le replat, auquel menaient de nombreux sentiers venant de l'ouest de la montagne.
Le mécontentement était également perceptible dans la vallée de Chattanooga et sur Missionary Ridge, ou Breckinridge, commandant le centre et la droite de Bragg, disposait seulement de 16 000 hommes pour tenir une ligne de 8 kilomètres de long. Le brigadier-général Patton Anderson, dont la division était assignée aux fortifications confédérées le long de la base occidentale du relief, écrivit : « cette ligne de défense, en suivant ses sinuosités, faisait plus de 3 kilomètres de long — presque deux fois plus long que ce que le nombre de baïonnettes dans notre division pouvait défendre correctement ». Le 22 novembre, Bragg aggrava la situation en ordonnant au major-général Patrick Cleburne de retirer sa division et celle de Simon B. Buckner de la ligne et de marcher sur Chickamauga Station, afin d'y prendre le train pour Knoxville, prélevant 11 000 supplémentaires sur la défense de Chattanooga. Cette décision avait été prise, comme l'espérait Grant, sur la conviction que Sherman marchait sur Knoxville, auquel cas Longstreet allait avoir besoin de renforts, qu'il réclamait d'ailleurs sans relâche depuis qu'il avait reçu son ordre de mission,,.

## Les combats pour Chattanooga

### Orchard Knob

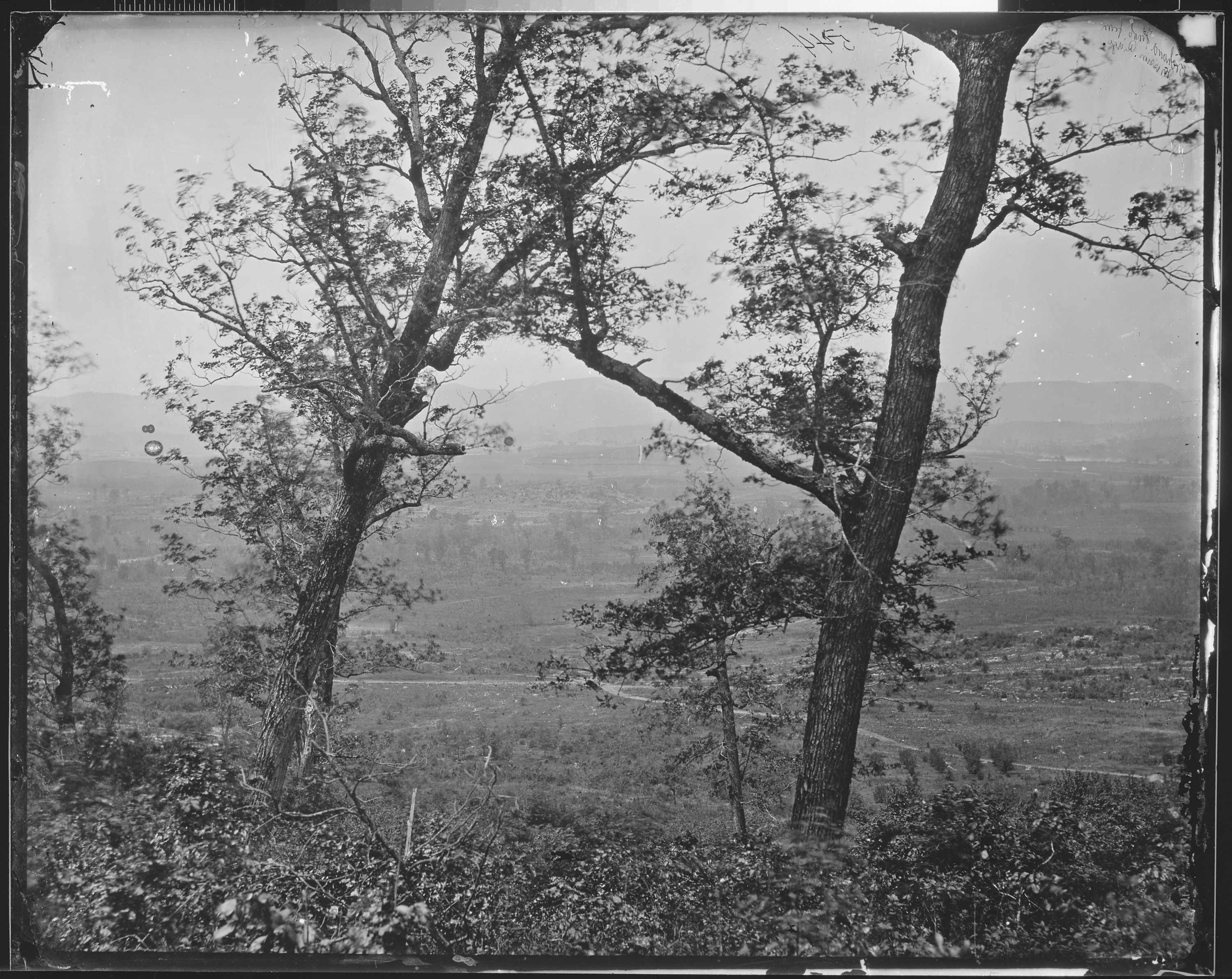
Orchard Knob en 1864.

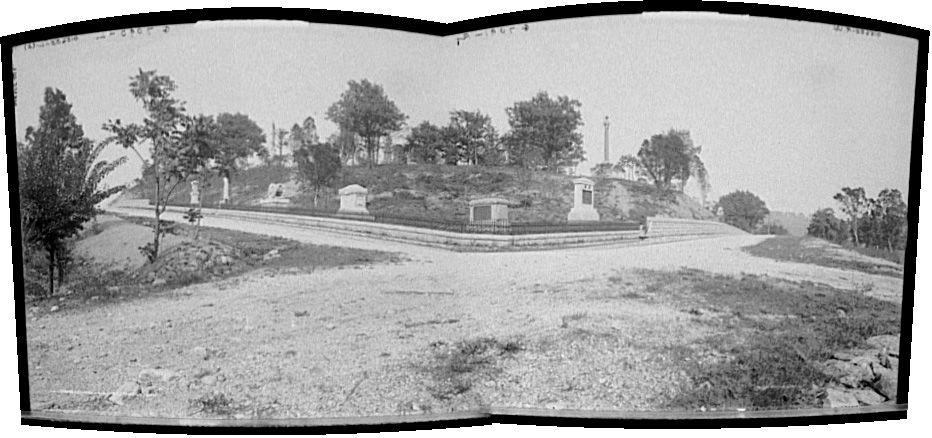
Orchard Knob, vers 1900-1915.

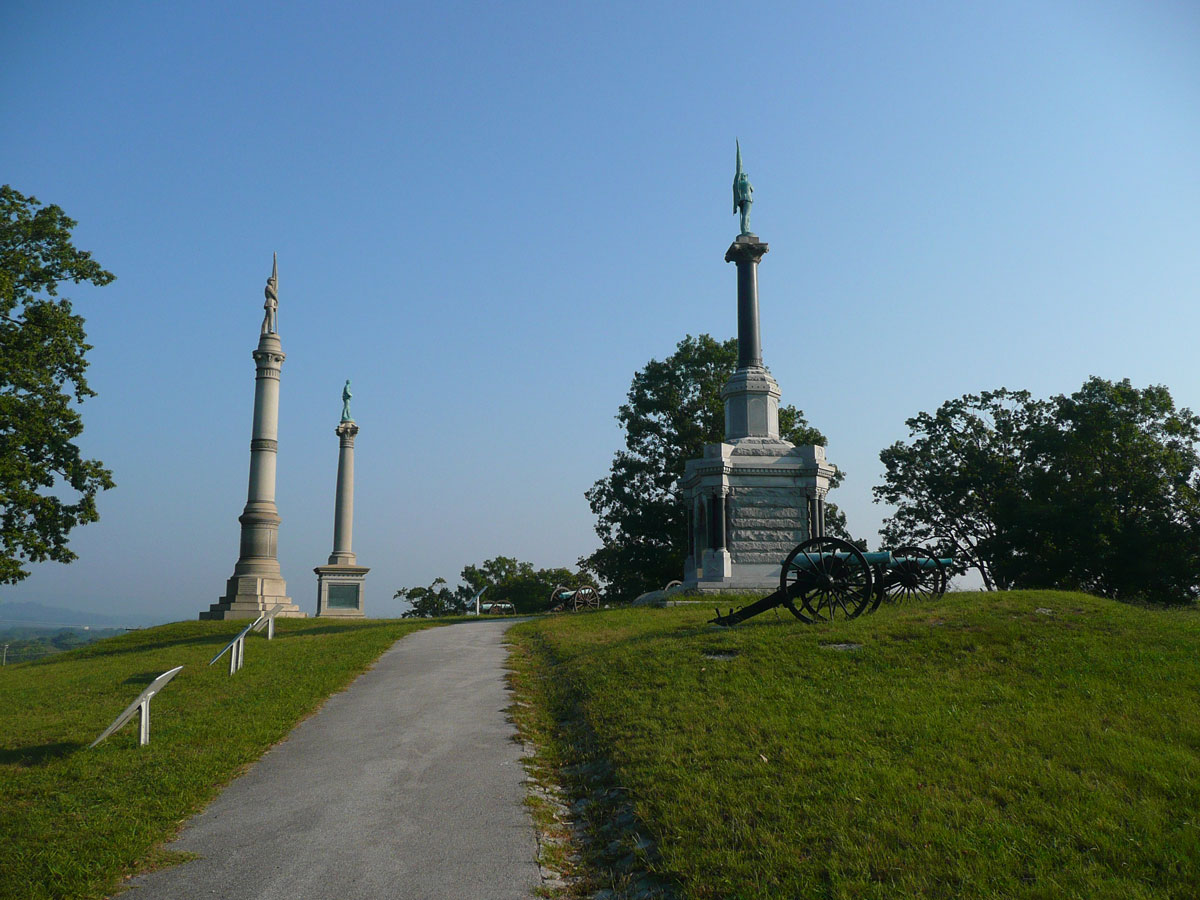
Monuments commémoratifs à Orchard Knob.

Le 23 novembre, l'armée de l'Union repéra les colonnes de Cleburne et de Buckner s'éloignant de Missionary Ridge, et des déserteurs sudistes leur rapportèrent que toute l'armée se retirait. Grant commença à craindre que Bragg ne vienne massivement au secours de Longstreet et il chercha à empêcher cette manœuvre. Thomas envoya la division du brigadier-général Thomas J. Wood en reconnaissance, lui demandant d'éviter tout engagement et de regagner ses retranchements quand il aurait évalué la solidité de la ligne confédérée. Les soldats de Wood se rassemblèrent à l'extérieur de leurs retranchements et observèrent leur objectif à 2 km à l'est, une petite élévation de 30 mètres de haut connue sous le nom de Orchard Knob (ou Indian Hill). La division du major-général Philip Sheridan s'aligna de même pour protéger le flanc droit de Wood, et le XIe corps de Howard allongea la ligne vers la gauche, présentant 20 000 soldats alignés presque comme à la parade,,.
« 
Je n'ai jamais vu des troupes se mettre en action d'une manière plus élégante que celles de Thomas aujourd'hui. Ils méritent les plus grands éloges pour leur allure martiale et leur splendide bravoure.

— John Rawlins, chef d'état-major de Grant.
 »
À 13h30, 14 000 soldats nordistes s'élancèrent au pas cadencé, surprenant les 600 défenseurs confédérés, qui ne purent que tirer une salve avant d'être balayés. Les pertes furent modestes des deux côtés. Grant et Thomas décidèrent d'ordonner à leurs hommes de tenir la position et de s'y retrancher, plutôt que de suivre les ordres initiaux et de se retirer. Orchard Knob devint le quartier-général de Grant et de Thomas pour la suite des combats,,,.
Bragg modifia rapidement sa stratégie, rappelant toutes ses unités dans un rayon d'une journée de marche. La division de Cleburne arriva après la tombée de la nuit, de retour de Chickamauga Station, où l'embarquement pour Knoxville avait été interrompu. Bragg commença par réduire la force de son aile gauche en retirant la division du major-général William H. T. Walker de la base de Lookout Mountain et en la plaçant à l'extrême droite de Missionary Ridge, au sud de Tunnel Hill. Il confia à Hardee le commandement de l'aile droite, maintenant cruciale, donnant l'aile gauche à Carter Stevenson. Au centre, Breckinridge ordonna à ses hommes de fortifier la crête de Missionary Ridge, une tâche que Bragg avait étonnamment négligée dans les semaines précédentes. Incapable de choisir entre la défense de la crête et la défense de la base de Missionary Ridge, il ordonna aux brigadiers-généraux William B. Bate et Patton Anderson de placer la moitié de leurs divisions sur la crête et de laisser l'autre moitié dans des trous de tirailleurs à sa base. James L. McDonough décrit ainsi les retranchement du sommet : « placés sur la crête physique et non sur ce qu'on appelle la crête militaire […] ces travaux handicapèrent sévèrement les défenseurs »,,,,.
Du côté de l'Union les plans furent également modifiés. Trois divisions de Sherman s'apprêtaient à franchir le Tennessee, mais le pont flottant de Brown's Ferry s'était disloqué et la division du major-général Peter J. Osterhaus restait bloquée dans Lookout Valley. Sherman l'ayant rassuré sur sa capacité à avancer avec trois divisions, Grant décida de revenir aux premiers plans incluant une attaque sur Lookout Mountain. Il réassigna Osterhaus au commandement de Hooker,,.

### Lookout Mountain

Combats pour Chattanooga, 24–25 novembre 1863.

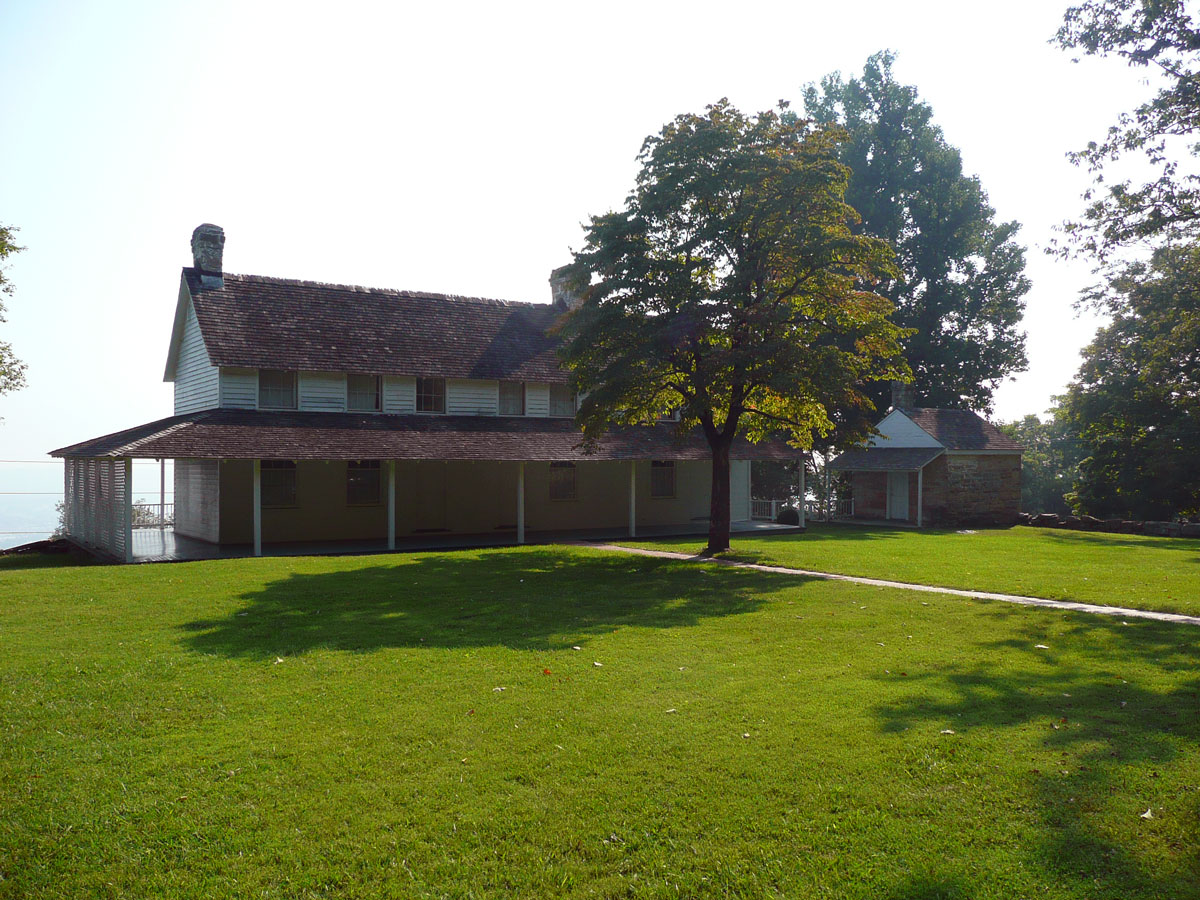
Cravens house, sur Lookout Mountain.

Le 24 novembre, Hooker disposait de 10 000 hommes environ, répartis en trois divisions, pour attaquer Lookout Mountain : Le XIIe corps du brigadier-général John White Geary, le XIVe corps du brigadier-général Charles Cruft, et le XVe corps du brigadier-général Peter J. Osterhaus. Convenant que l'effectif dépassait ce qui était nécessaire pour une simple diversion, Grant autorisa une action plus affirmée contre Lookout Mountain, sans toutefois ordonner un véritable assaut. Hooker reçut pour instruction « de prendre la position seulement si sa démonstration de force en prouvait la faisabilité. Fighting Joe Hooker ignora ces subtilités et ordonna à Geary de « traverser Lookout Creek et de donner l'assaut à Lookout Mountain, d'envahir la vallée et de la débarrasser du dernier des rebelles »,,.
L'avancée de Cruft et Osterhaus s'enlisa à Lookout Creek, mais Geary parvint, quant à lui, à traverser le cours d'eau un peu plus au sud, sans rencontrer de résistance. Il découvrit que le défilé entre la rivière et la montagne n'avait pas été sécurisé. Les Nordistes trouvèrent face à eux la brigade du brigadier-général Edward C. Walthall (division du major-général Benjamin F. Cheatham) temporairement commandée par le brigadier-général John K. Jackson). Geary s'élança vers le nord-est au pied de Lookout Mountain et repoussa les hommes de Walthall, dépassés par le nombre, jusqu'à Cravens House, juste sous l'extrémité nord de la montagne,,.
Au sommet, les Confédérés de la brigade commandée par le brigadier-général John C. Brown se trouvèrent impuissants et incapables de prendre part au combat qui faisait rage au pied des falaises. Les progrès de Geary permirent aux deux autres divisions de franchir le cours d'eau et de repousser les tirailleurs confédérés qui leur faisaient face.
Le brigadier-général John C. Moore intervint avec sa brigade autour de 13 heures et se trouva aux prises avec Geary et la brigade emmenée par le brigadier-général Walter C. Whitaker (division Cruft). Moore fut repoussé et bientôt rejoint par la brigade commandée par le brigadier-général Edmund Pettus,.
Vers trois heures de l'après-midi, un épais brouillard enveloppa la montagne. Le brigadier-général Montgomery C. Meigs, quartier-maître général de l'armée de l'Union, observant l'action depuis Orchard Knob fut le premier à décrire ce qui se passait à Lookout Mountain comme la « bataille au-dessus des nuages » (the battle above the clouds). Les deux côtés tirèrent à l'aveugle dans le brouillard le reste de l'après-midi, mais peu d'hommes furent touchés. Pendant le combat, Hooker inonda Grant de dépêches « alternant pleurnicheries et fanfaronnades », prédisant cependant à juste titre : « en toute probabilité, l'ennemi décampera cette nuit ». Réalisant que la bataille était perdue, Bragg ordonna d'abandonner la position. À minuit, le brouillard se dissipa et, sous une éclipse de lune, les divisions de Stevenson et Cheatham se retirèrent sur l'autre rive de Chattanooga Creek, brûlant les ponts derrière eux,,.
La même nuit, Bragg demanda à ses deux commandants de corps d'armée s'il fallait battre en retraite, ou bien faire face et livrer combat. Hardee penchait pour la retraite, mais Breckinridge convainquit Bragg de livrer combat en s'appuyant sur la forte position de Missionary Ridge,. En accord avec cette analyse, les troupes retirées de Lookout Mountain furent réassignées à l'aide droite.

### Missionary Ridge

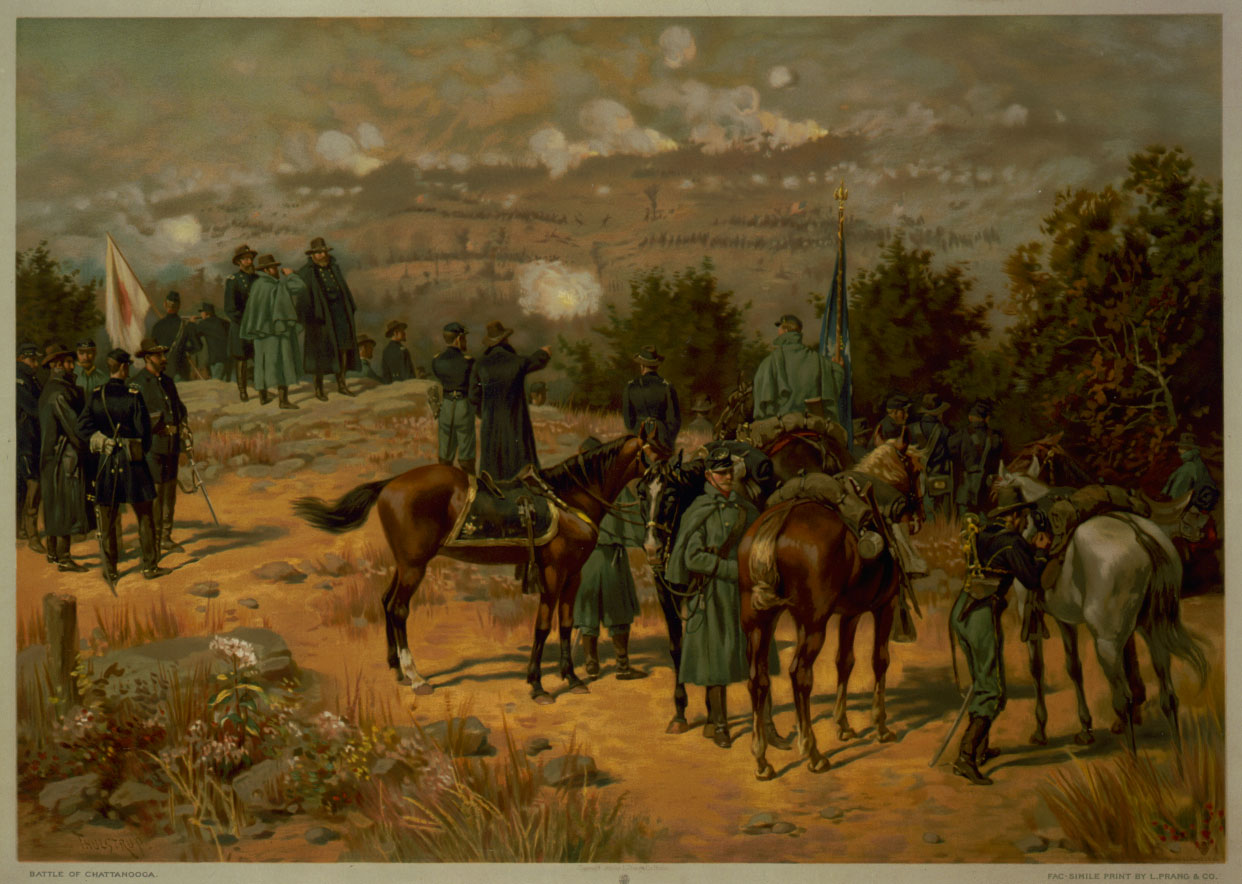
Bataille de Chattanooga par Thure de Thulstrup. Ulysses S. Grant suit à la longue-vue l'assaut de l'Union sur Missionary Ridge. Il est accompagné des généraux Gordon Granger (à gauche) et George H. Thomas.

Les trois divisions qui restaient à Sherman traversèrent le Tennessee le 24 novembre, puis prirent ce qu'elles pensaient être — en raison d'informations erronées — l'extrémité nord de Missionary Ridge, mais qui était en fait une éminence totalement indépendante, appelée Billy Goat Hill. Sherman fut dépité de constater que, par-delà un ravin encaissé, les Confédérés avaient fortifié Tunnel Hill, la portion la plus septentrionale de la montagne. S'abstenant d'attaquer pour le reste de la journée, Sherman ordonna à ses hommes de se retrancher sur Billy Goat Hill,,,.
Le 25 novembre, Grant fit évoluer ses plans et sollicita un mouvement en tenaille par Sherman et Hooker. Thomas devait avancer en soutien, après que Sherman ait atteint Missionary Ridge par le nord et Hooker par le sud.
« 
J'ai demandé à Sherman d'avancer dès que le jour se lèverait et votre assaut, qui sera simultané, se fera en coopération. Vos unités emporteront les trous de tirailleurs et la crête leur faisant face, ou se dirigeront sur la gauche, selon ce que la disposition de l'ennemi exigera.
 »
Grant n'attendait pas grand chose de Hooker, sinon qu'il détourne l'attention de Bragg par des démonstrations de force répétées sur Lookout Mountain. Thomas, souhaitant du renfort sur son aile, demanda à Hooker de traverser la vallée et de pousser sur le flanc gauche de Bragg directement à Rossville Gap. Pendant la matinée, Sherman lança des assauts directs et répétés sur les lignes de Cleburne à Tunnel Hill, mais en dépit de ses forces très supérieures en nombre, n'engagea que trois brigades dans ces attaques et ne progressa pas. Au sud du champ de bataille, l'avancée de Hooker fut retardée de plusieurs heures par les ponts qui brulaient à Chattanooga Creek,,,,,.
Constatant l'absence de progrès sur les ailes, vers 15h30, Grant ordonna à Thomas d'avancer au centre comme le prévoyaient les instructions initiales. Les hommes de l'armée du Cumberland avancèrent et délogèrent rapidement les Confédérés de leurs trous, mais ce fut pour recevoir une grêle de balles venant des positions confédérées sur la crête. La plupart des hommes de Thomas avaient participé au désastre de Chickamauga et avaient souffert des railleries des soldats de Sherman et de Hooker, fraîchement arrivés. Ils étaient maintenant sous le feu de l'ennemi, sans qu'il n'y ait en apparence de plan ni pour avancer, ni pour reculer. Dans cette situation, les soldats de l'Union poursuivirent leur attaque, à l'initiative des officiers présents sur place, mais également dans le mouvement des hommes qui, pris sous la mitraille, cherchaient à s'abriter en remontant la pente,. Bragg avait placé son artillerie et les tranchées de son infanterie le long de la crête topographique, et non de la crête militaire, ce qui limitait sa puissance de feu. La charge de l'Union était désorganisée, mais elle fut efficace, finissant par déborder et disperser ce qui aurait dû être une position confédérée imprenable,,,,.
L'ascension de Missionary Ridge par l'armée du Cumberland reste l'un des événements les plus spectaculaires du conflit. Les historiens Herman Hattaway et Archer Jones estiment que la bataille deMissionary Ridge est « l'exemple le plus notoire, pour la guerre de Sécession, d'assaut frontal couronné de succès contre des défenseurs retranchés et tenant les hauteurs. ».
Un officier de l'Union se souvenait que « l'on portait fort peu d'attention à la formation. Chaque bataillon prenait une forme triangulaire, les couleurs en pointe. […] un porte-étendard s'élance devant la ligne et tombe. Un camarade s'empare du drapeau. Il tombe également. Puis un autre,,, le ramasse... le brandit d'un geste de défi et, comme s'il tenait un talisman, il avance sans faillir vers le sommet... ».
Dans un premier temps, Grant était furieux que l'ordre de s'arrêter aux premières lignes confédérées n'ait pas été respecté. Thomas fut le premier surpris, sachant qu'il serait blâmé si l'assaut échouait. Mais l'assaut réussit : à 16h30, le centre de la ligne de Bragg avait rompu et s'était débandé, entraînant l'abandon de Missionary Ridge et le début d'une longue retraite vers South Chickamauga Creek. Dans la déroute, les troupes commandées par Cleburne furent la seule exception. Sa division, renforcée par deux brigades venant d'une autre unité, formèrent l'arrière-garde protégeant l'armée de Bragg tandis que celle-ci se retirait vers l'est,,,,,.

### Rossville Gap
Après avoir quitté Lookout Mountain vers les dix heures pour se diriger vers l'est, les troupes de Joseph Hooker rencontrèrent un obstacle de taille. Le pont qui traversait Chattanooga Creek, situé à 1,5 km de Rossville Gap, avait été incendié par les Confédérés dans leur retraite, et les eaux de la rivière étaient hautes. Le brigadier-général Peter J. Osterhaus mobilisa une unité de 70 pionniers pour rebâtir le pont, tandis que les hommes du 27th Missouri mettait en place un pont branlant et commençaient à traverser un à un. Hooker décidé de laisser canons et chariots et de faire traverser l'infanterie, mais son avance fut quand même retardée de trois heures, et il n'atteignit Rossville Gap qu'à 15h30,,,.
Breckinridge était absent lorsque l'attaque de l'Union avait laminé son corps d'armée. Inquiet du sort de son flanc gauche, il chevaucha pour rejoindre l'extrémité de ses lignes en début d'après-midi. À 15h30, à peu près au moment où Thomas lançait ses divisions à l'assaut de Missionary Ridge, Breckinridge inspecta, sur le flanc gauche tenu par Stewart, la brigade du colonel James T. Holtzclaw, dont le commandant lui fit remarquer, vers le sud-ouest, les hommes de Hooker qui reconstruisait en hâte le pont sur Chattanooga Creek. Voyant le danger que courait Rossville Gap, qui restait sans défense et hors de portée de son aile gauche, Breckinridge ordonna à Holtzclaw d'y envoyer quelques régiments pour tenir la position. C'était trop tard : au moment où les Sudistes atteignaient la passe, la division d'Osterhaus s'en était emparé. Le lieutenant J. Cabell Breckinridge, fils du général et son aide de camp, tomba sur un détachement du 9th Iowa et fut fait prisonnier,.
Hooker réorienta rapidement ses troupes vers le nord et organisa une attaque en trois colonnes. Il envoya Osterhaus suivant un sentier à l'est de Missionary Ridge, Cruft sur la crête même, et Geary sur la face ouest. Holtzclaw orienta ses hommes vers le sud et livra bataille, mais Cruft et Osterhaus repoussèrent rapidement vers le nord les Confédérés, débordés par le nombre, le long de Missionary Ridge. Entendant un bruit considérable venant du nord, Breckinridge se décida finalement à partir en reconnaissance pour comprendre de quoi il retournait. Tandis qu'Holtzclaw reculait devant les hommes de Hooker, il butta contre le 2nd Ohio du colonel Anson G. McCook (brigade Carlin) qui enjambaient la crête. Encerclés sur quatre côtés par des forces supérieures en nombre, les 700 hommes de Holtzclaw se rendirent,,.

## Retraite et poursuite
Pendant la nuit, Bragg ordonna à ses troupes de se retirer vers Chickamauga Station, sur la ligne de chemin de fer du Western and Atlantic Railroad et, le 26 novembre, commença à battre en retraite en direction de Dalton (Géorgie), en deux colonnes empruntant des routes différentes. Seul Sheridan tenta de les poursuivre au-delà de Missionary Ridge, mais il abandonna finalement, tard dans la soirée, quand il se rendit compte qu'il n'avait le soutien ni de Thomas, ni de Granger,,.
La poursuite ordonnée par Grant fut brisée à la Bataille de Ringgold Gap. À trois heures du matin, le 27 novembre, Cleburne prépara ses hommes et attendit que les troupes de l'Union soient presque sur eux pour ouvrir le feu et faire donner son artillerie. Les troupes de Hooker furent prises totalement au dépourvu, mais il tenta de faire jouer sa supériorité numérique pour reprendre l'initiative. Il chercha à déborder les Confédérés par la droite et par la gauche, mais ceux-ci tinrent leurs positions. Le combat se poursuivit cinq heures durant, opposant les 4 100 hommes de Cleburne aux 12 000 de Hooker, qui gagnaient peu de terrain. Les soldats de Cleburne restèrent jusque vers midi, puis battirent en retraite, permettant à leurs chariots et à leur artillerie de franchir la passe en sécurité,,,.
Grant donna l'ordre d'abandonner la poursuite car les provisions de son armée diminuaient et il ne souhaitait pas s'éloigner de sa ligne de ravitaillement. De plus, Washington continuait à tonner pour qu'il se porte au secours de Burnside à Knoxville, où les rations des troupes fédérales ne tiendraient que jusqu'au 3 décembre. Dans son message de félicitations après Missionary Ridge, Lincoln avait écrit : « Bien joué. Grand merci à vous tous. N'oubliez pas Burnside »,,.

## Conséquences

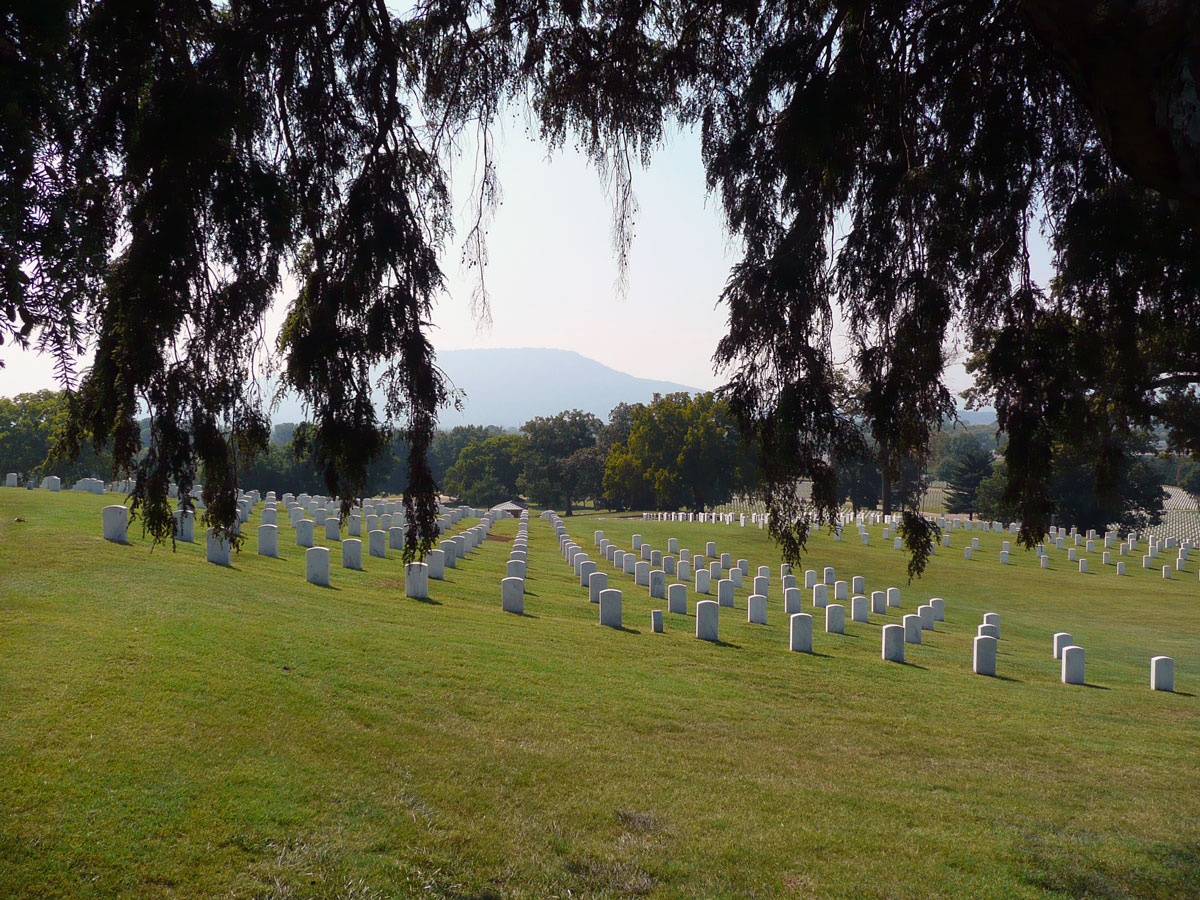
Le cimetière national à Chattanooga avec Lookout Mountain au loin.

Les pertes de l'Union se montaient à 5 824 (753 tués, 4 722 blessés et 349 disparus) sur les 56 000 hommes engagés ; du côté des Confédérés, Bragg estima ses pertes à 6 667 (361 tués, 2 160 blessés et 4 146 disparus), sur un effectif de 44 000 hommes,,,. Les pertes sudistes ont peut-être été supérieures ; Grant indiquait avoir capturé 6 142 prisonniers. Quand un aumônier demanda au général Thomas si les morts devaient être triés pour regrouper les corps État par État, il lui répondit : « Mélangez les. J'en ai assez des States' rights ».
Une des deux principales armées confédérées avait été mise en déroute. Bragg releva Breckinridge de son commandement, l'accusant d'avoir été ivre pendant la période allant du 23 au 27 novembre. Bragg décida de mettre la défaite sur le compte de Breckinbridge et de la lâcheté de son armée. Il démissionna de son commandement à la tête de l'armée du Tennessee le 1er décembre et fut remplacé temporairement par Hardeee. Le général Joseph E. Johnston prit le commandement le 27 décembre,,,,.
Au Tennessee oriental, l'offensive de Longstreet contre Burnside (la campagne de Knoxville) s'effondra lors de la bataille de Fort Sanders le 29 novembre. Bien qu'on lui ai ordonné de rejoindre Bragg, Longstreet avait considéré cette instruction comme irréalisable et avait informé Bragg qu'il se replierait sur la Virginie, tout en maintenant le siège de Knoxville aussi longtemps que possible, dans le but d'empêcher Grant et Burnside de joindre leurs forces pour anéantir l'armée du Tennessee. Le pari s'avéra payant, puisque Grant envoya Sherman, avec 25 000 hommes, lever le siège de Knowville. Longstreet l'abandonna le 4 décembre, prit ses quartiers d'hiver et ne regagna la Virginie qu'au printemps 1864,,.
Le moral des Confédérés, qui avait atteint des sommets avec Chickamauga s'effondra après Chattanooga. L'Union avait désormais le contrôle incontesté du Tennessee, incluant Chattanooga, « porte du Sud profond ». La ville devint de fait la base logistique et le centre de ravitaillement de Sherman pour sa campagne d'Atlanta de 1864, ainsi que pour l'armée du Cumberland. Grant venait de remporter sa dernière bataille sur le théâtre occidental avant de se voir confier le commandement de toutes les armées de l'Union en mars 1864,,.